# Aéroport Pau-Pyrénées
De Luchthaven Pau-Pyrénées (Frans: Aéroport Pau-Pyrénées) is een luchthaven die Pau bedient. Hij ligt 10 km ten noordwesten van Pau in de gemeente Uzein, departement Pyrénées-Atlantiques, Aquitanië.